# Nerie-slægten
Nerie-slægten (Nerium) er en monotypisk slægt med kun én art, den nedennævnte. Beskrivelsen følger derfor denne.
| Arter |

- Nerie (Nerium oleander) – eller Oleander